# Bachgraben (Allschwil)

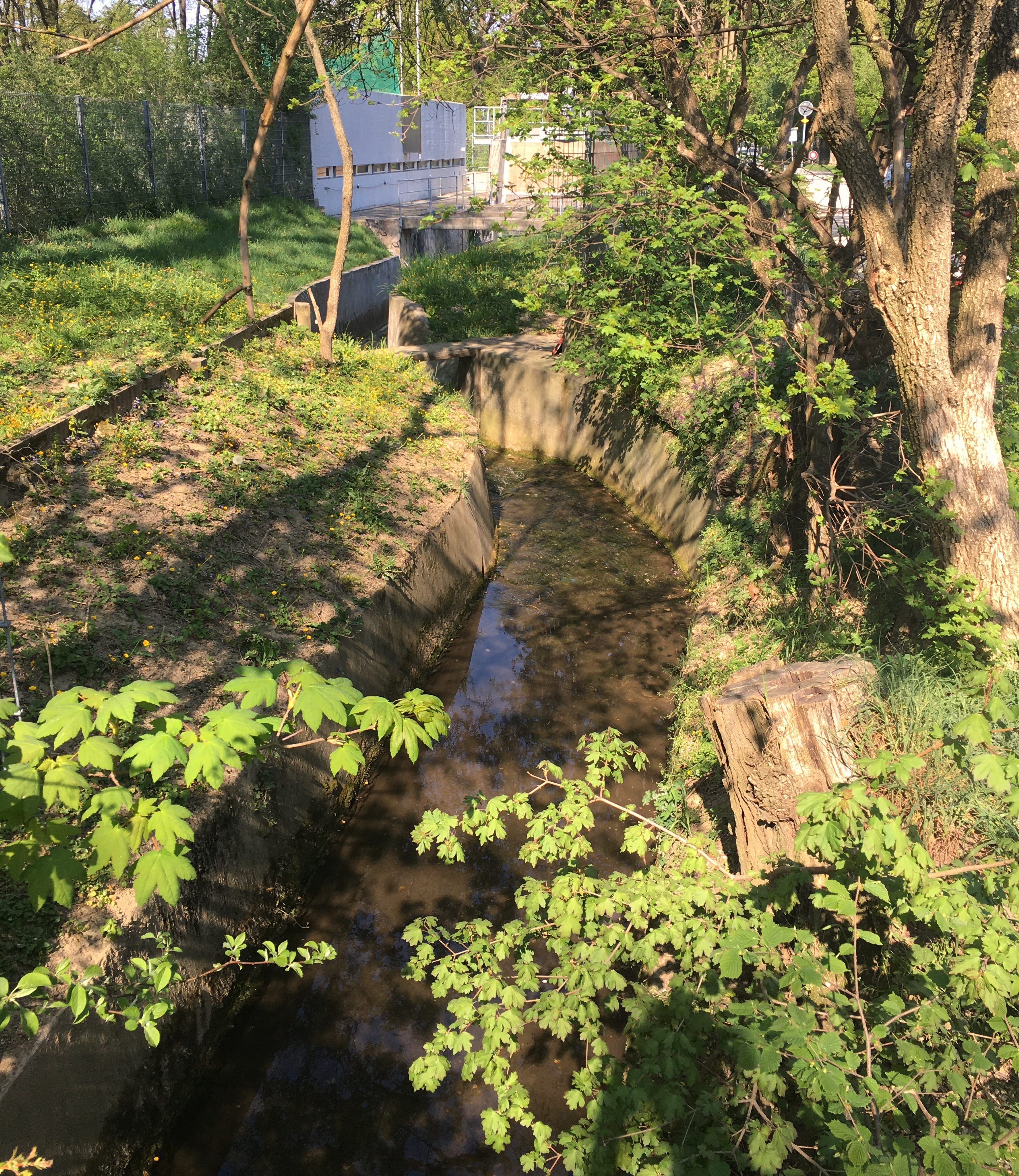
Der Bachgraben kurz vor seiner Eindolung an der Grenze zwischen Allschwil und Basel

Der Bachgraben ist ein früherer Nebenfluss des Rheins bei Basel und heute Namensgeber eines Industrie-, Sport- und Freizeitareals in der Vorortsgemeinde Allschwil im Kanton Basel-Landschaft. In Allschwil trägt spezifisch der Fluss den amtlichen Namen Dorfbach (lokal auch Allschwilerbach oder Allschwilergraben).

## Flusssystem
Der Bachgraben entsteht aus dem Zusammenfluss des Mühlebachs und des Lützelbachs rund 100 Meter südlich des Allschwiler Dorfplatzes:
- Der Lützelbach (auch Lützelbächli) entspringt im westlichsten Teil des Allschwiler Walds an der Grenze zu Schönenbuch auf ca. 375 m ü. M. und durchfliesst auf rund 3 Kilometern Länge den Weiler Ziegelhof
- Der Mühlebach entspringt aus zwei Bachquellen im Leymener Eichwald, durchquert beim Benkenspitz als Neuwilbächli kurz die Schweiz und biegt dann als Neuwillerbach nordöstlich nach Neuwiller (Frankreich) ab. Ab dem Wiedereintritt in Schweizer Territorium trägt der Bach den offiziellen Dialektnamen Mülibach.

Der Feldgraben war ein künstlich angelegter Nebenkanal zwischen dem Zusammenfluss der beiden Quellbäche und der früheren Mündung in den Dorenbach. Dieser ist frühestens seit 1396 verbürgt. Nach einer unrechtmässigen Aufschüttung durch Allschwiler Bürger 1771 erzwang die Stadt Basel die gerichtliche Wiedereröffnung des Feldgrabens. Nach einer kurzen Zwischennutzung des Bachgrabens als Schützengraben während des Zweiten Weltkriegs wurde der Feldgraben 1940 stillgelegt.

## Geschichte
Bis ins 17. Jahrhundert bildete der Dorfbach bei Neuallschwil einen Zufluss des Dorenbachs; dieser floss vor der teilweisen Kanalumleitung ab 1428 nordwärts ungefähr entlang der heutigen Kantonsgrenze und durchquerte auf Stadtgebiet die Friedmatt bis Bourgfelden, wo er nach Osten abzweigte und entlang der Landesgrenze in den Rhein mündete.
Die Bezeichnung bach graben ist erstmals 1451 in einer Handschrift des Kleinbasler Kartäuserklosters belegt. Das bis dato natürliche und immer wieder wechselnd verlaufende Flussbett wurde nach 1575 durch Veranlassung des Basler Fürstbischofs Jakob Christoph Blarer von Wartensee eingedämmt. Mit der vollständigen Umleitung des Dorenbachs ab 1677 reduzierte sich das Wasservolumen im alten Dorenbach-Flussbett derart, dass der Bachgraben bereits in den Böden der Niederterrasse beim Lysbüchel (St. Johann-Quartier) versickerte; dieser fortan nur noch selten Wasser führende unterste Flussabschnitt wurde im Volksmund Bettelgraben genannt.
Spätestens im 19. Jahrhundert wurde der Flussverlauf durch den Bau der Bahnstrecke Strasbourg–Basel im Lysbüchel-Gebiet eingedolt. Infolge eines Hochwassers am 9. September 1945 wurde der Bachgraben in ein 1934 erstelltes Zuleitungsprovisorium der städtischen Kanalisation eingeleitet und verschwand damit noch vor der Kantonsgrenze im Untergrund. 1981 bis 1983 wurde eine separate Ableitung direkt in den Rhein gebaut, in unmittelbarer Nähe zur Landesgrenze, wo der alte Dorenbach seine natürliche Mündung hatte; der Bachgraben ist damit neben dem Birsig und der Wiese einer von drei Oberrhein-Zuflüssen auf Schweizer Gebiet. Die Strassennamen Bachgraben-Promenade (Iselin-Quartier) und Am Bachgraben (beim Lysbüchel) erinnern an den früheren Flussverlauf. In Allschwil floss der Dorfbach weiter offen, bis er 1970 zum heutigen Areal eingedolt wurde.
Von 1960 bis 1962 wurde auf beiden Seiten der Kantonsgrenze das Gartenbad Bachgraben erbaut.
Im noch offenen Bachgraben auf Allschwiler Boden kam es in der Vergangenheit regelmässig zu Hochwasser; zuletzt richtete am 4. Juni 2018 eine gewitterbedingte Überschwemmung des Lützelbachs erhebliche Schäden an. Auf zwei grössere Hochwasser 1995 und 1996 folgte ein Hochwasserschutzprojekt, das die Überschwemmungsgefahr im Mühlebach verringerte. Im März 2019 wurden auch am Lützelbach Schutzarbeiten abgeschlossen.